# Contea di Filadelfia
La contea di Filadelfia (in inglese Philadelphia County) è una ripartizione giudiziaria dello Stato della Pennsylvania, posta nell'area sud-orientale. Il capoluogo è Filadelfia.
Dal 1854 il suo territorio corrisponde a quello della città di Filadelfia, e nel 1952 l’ente è stato soppresso affidandone i poteri al sindaco della metropoli.

## Geografia fisica
La contea si trova nel sud-est dello Stato, al confine con il New Jersey. Ad est e a sud si affaccia sul fiume Delaware che segna il confine con il New Jersey.
Il territorio è prevalentemente pianeggiante e raggiunge la massima altitudine di 132 metri con la Chestnut Hill. Nell'area occidentale scorre da nord a sud il fiume Schuylkill che sfocia nel Delaware. Lo Schuylkill riceve da sinistra il Wissahickon Creek. A occidente scorre il Cobbs Creek che sfocia nel Darby Creek e con quest'ultimo segna parte del confine con la contea di Delaware. Nell'area centrale scorre il Tacony Creek ed in quella orientale il Pennypack Creek entrambi affluenti del Delaware. Al confine nord-orientale scorre il Poquessing Creek che sfocia nel Delaware.

### Contee confinanti
- Contea di Bucks - nord-est
- Contea di Burlington (New Jersey) - est
- Contea di Camden (New Jersey) - sud-est
- Contea di Gloucester (New Jersey) - sud

A Filadelfia venne firmata la Dichiarazione d'Indipendenza nel 1776. Dipinto di John Trumbull

- Contea di Delaware - ovest
- Contea di Montgomery - nord-ovest

## Storia
I primi abitanti del territorio furono i nativi Delaware. I primi europei ad addentrarsi nel territorio dell'odierna contea furono i coloni svedesi e finlandesi. L'area cadde sotto il dominio olandese nel 1655, ma fu definitivamente conquistata dagli inglesi nel 1674. La contea è una delle prime tre contee istituite nello Stato da William Penn nel 1682. Nello stesso anno fu fondata la città di Filadelfia. Il nomer fu scelto da William Penn per la città di Philadelphia in Asia Minore (oggi Alaşehir), affinché il principio quacchero dell'amore fraterno potesse essere identificato con la sua città. Nel 1752 venne separato dalla contea parte del territorio con cui sarà costituita la contea di Berks e nel 1784 il territorio della contea di Montgomery. Nel 1854 tutte le entità amministrative presenti nel territorio della contea vennero unificate con la città di Filadelfia. Nel 1952 le rimanti funzioni amministrative della contea furono integrate in quella della città di Filadelfia.

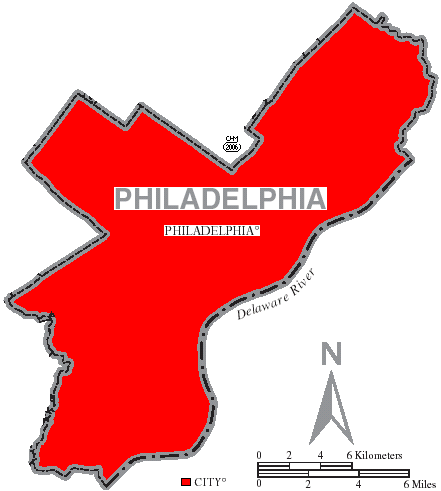
Cartina della Contea di Filadelfia, interamente occupata dalla città di Filadelfia

## Entità amministrative soppresse nel 1854
Nel 1854 si attuò la fusione di tutte le entità amministrative presenti nella contea, a formare tutte insieme la città di Filadelfia, semplificando un quadro molto complesso che pure rappresentava un'unica area urbana.
Le entità amministrative che si fusero sono:
- Aramingo - borough
- Belmont - district
- Blockley - township
- Bridesburg - borough
- Bristol - township
- Byberry - township
- Delaware - township
- Frankford - borough
- Germantown - borough
- Germantown - township
- Kensington - district
- Kingsessing - township
- Lower Dublin - township
- Manayunk - borough
- Moreland - township
- Moyamensing - district
- Northern Liberties - district
- Northern Liberties - township
- Oxford - township
- Passyunk - township
- Penn - district
- Penn - township
- Richmond - district
- Roxborough - township
- Southwark - district
- Spring Garden - district
- West Philadelphia - borough
- Whitehall - borough